# ゴールデン☆アイドル 南沙織
『ゴールデン☆アイドル 南沙織』（ゴールデン☆アイドル みなみさおり）は、南沙織のベスト・アルバム。2014年7月30日発売。発売元はソニー・ミュージックダイレクト。規格品番はMHCL-30250/2。完全生産限定盤である。

## 解説
CD帯コピー：シンシアは南の海からやってきた
1970年代に南沙織が単独名義で発表したシングルレコード全28枚のA面・B面曲を網羅した、CD3枚組のシングル・コレクションである。
発売に際し、音源に対してデジタル・リマスタリングが施された。また、CD規格は「高品質CD」とされるBlu-specCD2仕様である。CDパッケージはシングルレコード・サイズの見開きダブル紙ジャケットであり、当時封入されたレコードジャケット写真の表面や歌詞記載の裏面などを収めた複製ブックレットが付属している。
収録内容の内訳は、ディスク1が1971年の1枚目「17才」から1974年の11枚目「バラのかげり」まで計20曲（8枚目「カリフォルニアの青い空」はボーナス・トラックとしてディスク3に収録）、ディスク2は1974年の12枚目「夏の感情」から1976年の20枚目「哀しい妖精」まで計18曲、ディスク3は1976年の21枚目「愛はめぐり逢いから」から1978年の28枚目「グッバイガール」と前述のボーナス・トラックを加えた計18曲である。
当企画『ゴールデン☆アイドル』はソニー・ミュージックのほか、日本コロムビア、ビクター、ユニバーサルミュージック、ポニーキャニオンの5社合同企画として始まった（本CD発売日時点）。ソニーレコード管轄のサイトでは発売当時、先着でポストカード2枚が付与される特典があった。なお、ソニー系列から発売された作品の第一弾歌手であり、本CDの発売が南沙織本人に伝わった際、戸惑いながら「えっ、私のCDって売れるの?」とコメントをしたと一部メディアで紹介された。ほかに同期歌手として三人娘と呼ばれた天地真理が同時発売されている。

## 収録曲
- 作詞者、作曲者、編曲者はリンク先を参照のこと。

### Disc 1
1. 17才（2分48秒）
2. 島の伝説（2分39秒）
3. 潮風のメロディ（3分30秒）
4. なぜかしら（2分9秒）
5. ともだち（3分10秒）
6. いつか逢うひと（2分49秒）
7. 純潔（3分4秒）
8. 素晴らしいひと（2分48秒）
9. 哀愁のページ（2分50秒）
10. 美しい娘たち（2分56秒）
11. 早春の港（2分54秒）
12. 魚たちはどこへ（2分25秒）
13. 傷つく世代（2分40秒）
14. 昨日の街から（2分45秒）
15. 色づく街（2分52秒）
16. 秋の午後（3分32秒）
17. ひとかけらの純情（3分7秒）
18. 透き通る夕暮れ（2分51秒）
19. バラのかげり（3分15秒）
20. この街にひとり（3分3秒）

### Disc 2
1. 夏の感情（2分44秒）
2. 愛の序曲（3分31秒）
3. 夜霧の街（3分17秒）
4. 青春が終る日（3分16秒）
5. 女性（3分3秒）
6. 人のあいだ（3分12秒）
7. 想い出通り（2分37秒）
8. ご無沙汰（4分3秒）
9. 人恋しくて（4分25秒）
10. ひとつぶの涙（3分46秒）
11. ひとねむり（3分27秒）
12. おはようさん（2分58秒）
13. ふりむいた朝（3分11秒）
14. 気がむけば電話して（3分13秒）
15. 青春に恥じないように（3分32秒）
16. 窓灯り（4分27秒）
17. 哀しい妖精（3分42秒）
18. 空色のインクで（3分28秒）

### Disc 3
1. 愛はめぐり逢いから（3分28秒）
2. Good-bye My Yesterday（4分13秒）
3. ゆれる午後（3分32秒）
4. 春の愁い（3分41秒）
5. 街角のラブソング（3分25秒）
6. 青春の電車（3分40秒）
7. 木枯しの精（3分11秒）
8. つぶやき（3分14秒）
9. 春の予感 -I've been mellow-（3分11秒）
10. もどかしい夢（3分56秒）
11. 愛なき世代（4分33秒）
12. 九月のエピソード（3分56秒）
13. Ms.（ミズ）（3分55秒）
14. さよならにかえて（4分0秒）
15. グッバイガール（3分33秒）
16. Good-bye Girl（3分25秒）
17. カリフォルニアの青い空（3分9秒）
18. 雨に消えた初恋（3分27秒）